# Generatieve taalkunde
Generatieve taalkunde of generatieve grammatica (ook wel chomskyaanse taalkunde) is de verzamelnaam voor een aantal theorieën binnen de theoretische taalkunde, vooral op het gebied van de fonologie, de morfologie en de syntaxis, die met elkaar gemeen hebben dat ze (a) een grote, bijna mathematische, precisie nastreven in de beschrijving van grammaticale verschijnselen, (b) uitgaan van de gedachte dat het taalvermogen aangeboren is en dat de beschrijving van een grammaticaal systeem dus de beschrijving is van een verschijnsel dat zich voordoet in de menselijke geest, en daarmee uiteindelijk in het menselijk brein.

## Schets van de geschiedenis
De oorspronkelijke auteur van de generatieve taalkunde is de Amerikaanse taalkundige Noam Chomsky, die zich in de jaren vijftig van de twintigste eeuw begon af te zetten tegen de methodologie van de structuralistische taalkunde, zoals die onder andere bedreven werd door zijn leermeester, Zellig Harris. Volgens Chomsky had de structuralistische methode een aantal mankementen: zo zou zij onvoldoende zijn uitgerust om de zinsbouw van natuurlijke taal te beschrijven en voorts methodologisch te rigide zijn. Dankzij Chomsky's grote retorische gaven, dankzij het organisatorische talent van Morris Halle, die Chomsky een baan op het MIT bezorgde, maar waarschijnlijk vooral toch ook vanwege de wetenschappelijke successen van de nieuwe theorieën werd de generatieve taalkunde in de Verenigde Staten al snel een zeer belangrijke theorie waartoe jonge taalkundigen zich sterk voelden aangetrokken. Dit gold vanaf de vroege jaren zeventig ook voor Nederland, waar de aantrekkingskracht van de generatieve taalkunde op bijvoorbeeld de Universiteit van Amsterdam werd gecombineerd met het revolutionaire elan dat in die jaren op de universiteiten heerste. In sommige andere Europese landen, zoals België, kreeg de generatieve taalkunde veel minder voet aan de grond, voornamelijk omdat wetenschappelijk-empirische onderzoeksresultaten niet pasten in zijn theorie.
Inmiddels ontwikkelde Chomsky zijn theorieën in de loop der jaren steeds verder. Doorgaans worden er drie perioden onderscheiden in Chomsky's werk. In de eerste periode, van het klassieke generativisme van de jaren 1950-1975, lag de nadruk vooral op het zo precies mogelijk formuleren van grammaticale regels. In de tweede periode, van de principes en parameters van 1975-1990, werd de nadruk verschoven naar het zoeken van verklaringen hoe het mogelijk is dat kinderen betrekkelijk probleemloos binnen enkele jaren alle ingewikkelde grammaticale regels van hun taal onder de knie krijgen. Gaandeweg rijpte bij de generatieve taalkundigen in deze periode het idee dat de grammatica's van alle menselijke talen variaties waren op een thema, de zogenoemde universele grammatica. Eigenlijk zijn volgens deze redenering alle grammatica's in de kern hetzelfde (ze bestaan uit dezelfde principes), maar zitten er alleen bepaalde knopjes in (de parameters) die een taallerend kind de ene kant op hoeft te zetten (zodat hij 'eat cookie' zegt, met het werkwoord vooraan), of de andere kant (zodat hij 'koekje eten' zegt, met het werkwoord achteraan). In de derde periode, het minimalisme vanaf 1990, wordt vooral aandacht besteed aan de eenvoud van deze universele grammatica, waarvan met name Chomsky zelf beweert dat hij alleen bestaat uit uiterst eenvoudige regels die ook nog eens gemotiveerd worden door de belangrijkste functie van de  syntaxis: het aan elkaar knopen van vorm (fonologie) en betekenis (semantiek).
In de loop van de tijd vond het werk van Chomsky ook veel weerstand. Sommige tegenstanders kunnen echter nog steeds generatief worden genoemd. Zo ontstonden in de loop van de tijd theoretische kaders als de generatieve semantiek, lexicaal-functionele grammatica, Head-Driven Phrase Structure Grammar, natuurlijke fonologie en optimaliteitstheorie, die geen van alle Chomsky's goedkeuring kunnen wegdragen, maar desalniettemin volgens de hierboven gegeven definitie (en vaak ook volgens de beoefenaars zelf) generatief kunnen worden genoemd.
Daarnaast bestaat er ook veel kritiek op het generatieve paradigma van andere taalkundigen. Sommigen vinden de nadruk op formele, mathematische aspecten bijvoorbeeld te sterk en anderen menen dat de aanwijzingen voor het aangeboren karakter van het menselijke taalvermogen niet zo sterk is als Chomsky en zijn volgelingen denken. Het debat over deze kwesties duurt tot op de dag van vandaag voort.

## Verwante begrippen
De lexicale functionele grammatica is de voornaamste variant op de generatieve grammatica.